# 托普拉克堡
托普拉克堡，带围墙的花剌子模城市的遗址。位于乌兹别克斯坦现代城市塔沙乌兹附近。
整个遗址的面积约为500X350平方米。四周环绕着约为10至15高的墙。整个遗址的南部有些住宅区，而在北面则为一些市场。